# سولفريد أندرسن
سولفريد أنيت أندرسن داهلي (مواليد 13 مايو 1982) هي مهاجمة كرة قدم نرويجية لعبت في الغالب مع فريق "Trondheims-Orn" من الدوري النرويجي "Toppserien". قبل موسم 2008 أصبحت مدافعة مركزية وتولت منصب كابتن الفريق. ولعبت مع النرويج كمهاجمة في عام 2006 ولعبت لاحقًا للمنتخب الوطني كمدافع مركزي.